# 圖恩站

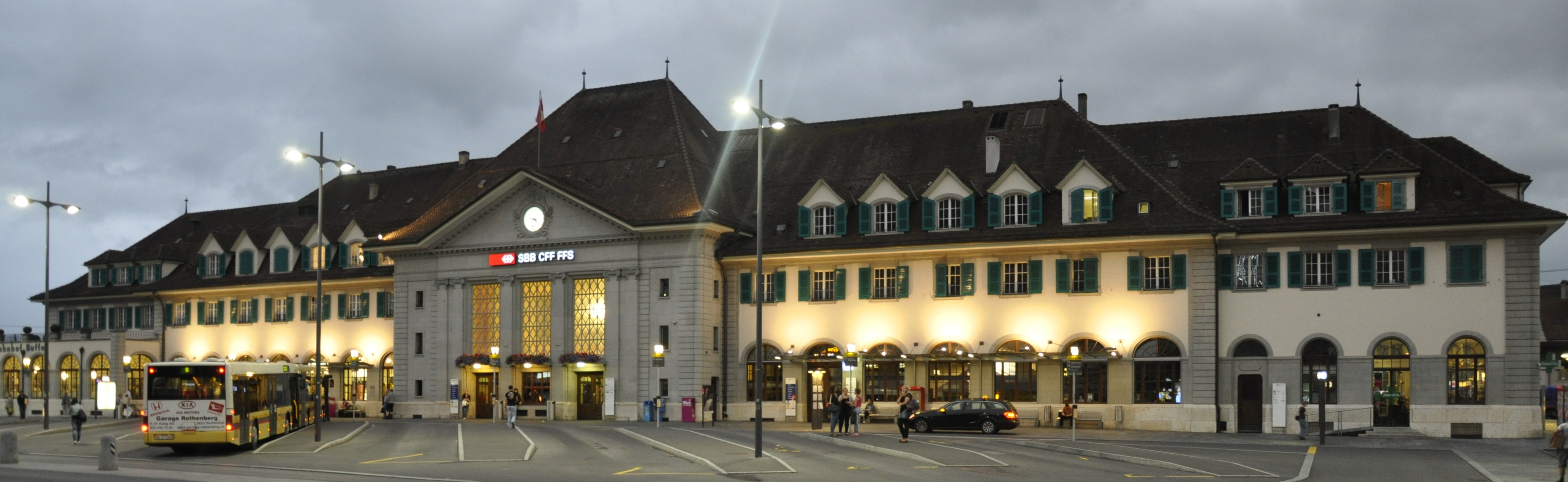
圖恩站

圖恩站（德語：Bahnhof Thun）是瑞士城市圖恩的一座火車站，位於伯恩州城市圖恩。這座火車站由瑞士聯邦鐵路所有，是伯恩-圖恩主線和其他鐵路交匯的車站。乘客可以在圖恩站乘坐瑞士聯邦鐵路（SBB）以及德國鐵路（DB）的列車。

## 外部連結
- 维基共享资源上的相關多媒體資源：圖恩站
- Template:SBB web
- Interactive station plan (Thun) （页面存档备份，存于）